# Lingue africane
Con l'espressione lingue africane si indicano le lingue indigene native dell'Africa. I linguisti ne hanno classificate oltre un migliaio, la maggior parte delle quali è parlata da gruppi etnici numericamente molto ristretti, fino a poche centinaia o addirittura decine di persone. Fra quelle complessivamente più diffuse ci sono l'amarico, il berbero, l'oromo, lo swahili, l'hausa, l’Igbo e lo yoruba, parlate ciascuna da diversi milioni di persone.
La considerevole frammentazione linguistica del continente ha numerose ripercussioni. Un fenomeno che ne discende direttamente è la presenza di numerose lingue franche, alcune delle quali (come il già citato swahili) si sono poi consolidate diventando predominanti in alcune regioni. In secondo luogo, il multilinguismo è un fenomeno comune e che ha avuto un ruolo politico importante nel periodo coloniale e postcoloniale. Molti paesi africani indipendenti hanno elevato uno o più idiomi locali al ruolo di lingua ufficiale, e l'Unione Africana (UA) considera lingue ufficiali praticamente tutte le lingue indigene del continente. 

## Famiglie di lingue africane
| Afrikaans | Portoghese   |
| Arabo     | Spagnolo     |
| Inglese   | Swahili      |
| Francese  | Altre lingue |

Le principali famiglie di lingue africane secondo la classificazione corrente. In grigioazzurro le lingue afro-asiatiche, in giallo le nilotico-sahariane, in rosso e arancione i due gruppi di lingue niger-kordofaniane, in verde le lingue khoisan e in viola le lingue austronesiane

Lingue ufficiali in Africa:

La classificazione delle lingue africane attualmente in uso presso la comunità scientifica è largamente basata sull'opera fondamentale di Joseph Greenberg The Languages of Africa; la maggior parte delle famiglie di lingue oggi considerate tali dai linguisti erano già presenti nella suddivisione proposta da Greenberg.

### Lingue afro-asiatiche
In diverse parti del Nordafrica e dell'Africa Orientale si parlano lingue appartenenti a un vasto gruppo correlato alle lingue semitiche parlate anche nell'Asia sudoccidentale; le lingue di questo gruppo sono complessivamente note come lingue afro-asiatiche. I principali sottogruppi sono le lingue semitiche (Nordafrica e Corno d'Africa), le lingue cuscitiche (Corno d'Africa), le lingue berbere (Nordafrica, Sahara e Sahel) e le lingue ciadiche (Africa Occidentale e Centrale). Le lingue più diffuse della famiglia sono l'arabo (semitica), l'amarico (semitica), l'oromo (cuscitica) e lo hausa (ciadica).

### Lingue nilotico-sahariane
Il gruppo nilotico-sahariano include più di un centinaio di lingue non del tutto omogenee, la cui classificazione è tuttora controversa presso i linguisti. Vi appartengono lingue parlate in Sudan, Etiopia, Uganda, Kenya, Tanzania settentrionale e anche alcune lingue dell'Africa Centrale e Occidentale. I principali sottogruppi sono le lingue komuz, le lingue sahariane, le lingue songhai, le lingue fur, le lingue maban, le lingue centro-sudanesi, le lingue kunama, le lingue berta, e le lingue sudanesi orientali. Le lingue sudanesi orientali includono due importanti sottogruppi, le lingue nilotiche e le lingue nubiane. Fra le lingue di questa famiglia ci sono il luo, l'ateker e il masai.

### Lingue niger-kordofaniane
Le lingue niger-kordofaniane sono il gruppo linguistico più numeroso dell'Africa (e probabilmente del mondo). I tre principali sottogruppi il cosiddetto gruppo Niger-Congo A, il gruppo Niger-Congo B (anche noto come gruppo delle lingue bantu), e le lingue kordofaniane. La classificazione di queste lingue è controversa, e in particolare non tutti i linguisti considerano corretto classificare separatamente le lingue kordofaniane e non (per esempio) le lingue mande. A questo gruppo appartengono tra l'altro le lingue mande, il wolof, il fula, il dogon, le lingue gbe, le lingue bantu (fra cui lo swahili e lo zulu), lo yoruba e l'igbo.

### Lingue khoisan
Il gruppo delle lingue khoisan include circa 50 idiomi, parlati complessivamente da meno di 200.000 persone fra Namibia, Botswana e Angola. Si considerano appartenenti al gruppo anche due lingue presenti in Tanzania, il sandawe e lo hadza. Anche in questo caso la classificazione del gruppo è tuttora discussa.
Le lingue khoisan sono caratterizzate dalla peculiarità fonetica delle cosiddette "consonanti clic", un gruppo di consonanti occlusive con un suono simile a uno schiocco. Questo tipo di suoni si trova anche in alcune lingue bantu (come lo zulu e lo xhosa), ma si tratta sempre del risultato dell'influenza delle lingue khoisan.

### Lingue austronesiane
Le lingue indigene del Madagascar hanno un'origine completamente diversa da quelle diffuse nel continente, e appartengono al ceppo delle lingue austronesiane.

### Non classificate
Una classificazione definitiva delle lingue africane non è ancora stata realizzata, e numerose lingue rimangono difficili da ascrivere ai gruppi citati sopra. Fra le lingue ancora non chiaramente classificate si possono citare l'ongota, lo shabo, il laal e il jalaa.

## Lingue di origine coloniale
Il colonialismo ha dato origine a numerose lingue creole derivate in parte o completamente da lingue indoeuropee. Di particolare rilievo è l'afrikaans, derivato dalla lingua olandese e parlato in Sudafrica e in Namibia, soprattutto dalla popolazione bianca. Fra le lingue creole derivate dall'inglese ci sono il krio (Sierra Leone) e il pidgin english dell'Africa Occidentale (Camerun e Nigeria); di derivazione lingua portoghese sono il creolo di Capo Verde e il creolo della Guinea-Bissau (parlato anche in Senegal); dal francese derivano il creolo delle Seychelles e il creolo mauriziano; dall'arabo il juba (Sudan) e il nubi (Uganda e Kenya).

## Lingue africane per numero di parlanti madrelingua
La tabella seguente mostra il numero di parlanti madrelingua per alcune delle maggiori lingue parlate in Africa:
| Lingua            | Famiglia                   | Madrelingua (L1)                                                   | Numero di Paesi in cui è lingua ufficiale | Paesi con status di lingua ufficiale                                                                |
| ----------------- | -------------------------- | ------------------------------------------------------------------ | ----------------------------------------- | --------------------------------------------------------------------------------------------------- |
| Afrikaans         | Indoeuropea                | 7 200 000                                                          | 1                                         | Sudafrica                                                                                           |
| Akan              | Niger-kordofaniana         | 11 000 000                                                         | 0                                         | Nessuna. Lingua sponsorizzata dal governo del Ghana                                                 |
| Amarico           | Afro-asiatica              | 21 800 000                                                         | 1                                         | Etiopia                                                                                             |
| Arabo             | Afro-asiatica              | 150 000 000 (ma con varianti separate mutualmente inintelligibili) | 12                                        | Algeria, Ciad, Comore, Gibuti, Egitto, Eritrea, Libia, Mauritania, Marocco, Somalia, Sudan, Tunisia |
| Berbero           | Afro-asiatica              | 56 000 000 (stima) (incluse varianti separate inintelligibili)     | 2                                         | Marocco, Algeria                                                                                    |
| Chewa             | Niger-kordofaniana         | 9 700 000                                                          | 2                                         | Malawi, Zimbabwe                                                                                    |
| Inglese           | Indoeuropea                | 5 524 305 (stima)                                                  | 20                                        | Vedi qui per una lista dei paesi in cui l'inglese è una lingua ufficiale                            |
| Francese          | Indoeuropea                | 776 760 (stima)                                                    | 22                                        | Vedi qui per una lista dei paesi africani in cui il francese è una lingua ufficiale                 |
| Fulani            | Niger-kordofaniana         | 25 000 000                                                         | 0                                         | |
| Gikuyu            | Niger-kordofaniana         | 6 600 000                                                          | 0                                         | |
| Hausa             | Afro-asiatica              | 34 000 000                                                         | 2                                         | Nigeria, Niger                                                                                      |
| Igbo              | Niger-kordofaniana         | 18 000 000                                                         | 0                                         | |
| Kinyarwanda       | Niger-kordofaniana         | 9 800 000                                                          | 1                                         | Ruanda                                                                                              |
| Kirundi           | Niger-kordofaniana         | 8 800 000                                                          | 1                                         | Burundi                                                                                             |
| Kikongo           | Niger-kordofaniana         | 5 600 000                                                          | 0                                         | Riconosciuta come lingua nazionale dell' Angola                                                     |
| Lingala           | Niger-kordofaniana         | 5 500 000                                                          | 0                                         | Lingua nazionale della RD del Congo                                                                 |
| Luganda           | Niger-kordofaniana         | 4 130 000                                                          | 0                                         | Lingua nazionale dell' Uganda                                                                       |
| Dholuo            | Nilo-sahariana (probabile) | 4 200 000                                                          | 0                                         | |
| Malgascio         | Austronesiana              | 18 000 000                                                         | 1                                         | Madagascar                                                                                          |
| Creolo mauriziano | Indoeuropea                | 1 135 000                                                          | 1                                         | Lingua nativa di Mauritius                                                                          |
| More              | Niger-kordofaniana         | 7 600 000                                                          | 1                                         | Riconosciuta come lingua regionale in Burkina Faso                                                  |
| Ndebele del sud   | Niger-kordofaniana         | 1 090 000                                                          | 1                                         | Lingua nazionale per legge in Sudafrica                                                             |
| Sotho del nord    | Niger-kordofaniana         | 4 600 000                                                          | 1                                         | Sudafrica                                                                                           |
| Oromo             | Afro-asiatica              | 26 000 000                                                         | 1                                         | Etiopia                                                                                             |
| Portoghese        | Indoeuropea                | 13 700 000 (stima)                                                 | 6                                         | Angola, Capo Verde, Guinea-Bissau, Guinea Equatoriale, Mozambico, São Tomé e Príncipe               |
| Sotho del sud     | Niger-kordofaniana         | 5 600 000                                                          | 3                                         | Lesotho, Sudafrica, Zimbabwe                                                                        |
| Shona             | Niger-kordofaniana         | 14 200 000 (incluse Manyika, Ndau) (2000–2006)                     | 1                                         | Zimbabwe                                                                                            |
| Somalo            | Afro-asiatica              | 16 600 000                                                         | 1                                         | Somalia                                                                                             |
| Spagnolo          | Indoeuropea                | 6 590                                                              | 1                                         | Guinea Equatoriale                                                                                  |
| Swahili           | Niger-kordofaniana         | 15 000 000                                                         | 4                                         | Lingua ufficiale in Tanzania, Kenya, Uganda, Ruanda; lingua nazionale della RD del Congo            |
| Tigrina           | Afro-asiatica              | 7 000 000                                                          | 1                                         | Eritrea                                                                                             |
| Tshiluba          | Niger-kordofaniana         | 6 300 000 (1991)                                                   | 0                                         | Lingua nazionale di RD del Congo                                                                    |
| Tswana            | Niger-kordofaniana         | 5 800 000                                                          | 2                                         | Sudafrica, Botswana                                                                                 |
| Umbundu           | Niger-kordofaniana         | 6 000 000                                                          | 0                                         | Riconosciuta come lingua nazionale dell' Angola                                                     |
| Xhosa             | Niger-kordofaniana         | 7 600 000                                                          | 2                                         | Sudafrica, Zimbabwe                                                                                 |
| Yoruba            | Niger-kordofaniana         | 28 000 000                                                         | 2                                         | Nigeria, Benin                                                                                      |
| Zulu              | Niger-kordofaniana         | 10 400 000                                                         | 1                                         | Sudafrica                                                                                           |